# 芬園 (香港)
芬園（英語：Fan Garden）是香港一個警察宿舍，位於新界粉嶺聯和墟粉嶺樓路17號，鍾華楠建築師事務所設計，瑞安建業承建，於2017年動工，2021年初完工。

## 歷史
此宿舍前身為僅有99伙的芬園已婚初級警務人員宿舍，以及警察駕駛訓練學校部分用地（更前身為皇家香港警察少年訓練學校的「芬園營」）。
由於紀律部隊宿舍數目不足，香港特別行政區政府於2014年《施政報告》中公佈將增建各相關部門宿舍，包括此宿舍的重建計劃。其後，警方於2015年向北區區議會進行諮詢，並在兩年後通過撥款。
按照最初的計劃，宿舍會在2020年8月完工。但是，由於工程進度有所延誤，加上因應反修例運動期間部分示威者衝擊警務建築，需提升宿舍保安措施，宿舍延至2021年初才落成。

## 樓宇
此宿舍共設五座高28-30層的住宅大廈，共1,184個單位。宿舍只供警隊員佐級人員申請，因此只提供面積中等的G-H級宿舍單位（G級單位只設於第2座）。
| 樓宇名稱（座號） | 門牌號碼     | 落成年份 | 層數 |
| ---------------- | ------------ | -------- | ---- |
| 第1座            | 粉嶺樓路17號 | 2021     | 28   |
| 第2座            | 粉嶺樓路17號 | 2021     | 28   |
| 第3座            | 粉嶺樓路17號 | 2021     | 30   |
| 第4座            | 粉嶺樓路17號 | 2021     | 30   |
| 第5座            | 粉嶺樓路17號 | 2021     | 30   |

### 設施
- 停車場（149個車位，124個予住戶，其餘為訪客車位[7]）
- 兒童遊樂場
- 活動室
- 管理處[6]

### 歷代樓宇
| 樓宇名稱（座號） | 拆卸年份 | 層數 |
| ---------------- | -------- | ---- |
| A座              | 2017年   | 5    |
| B座              | 2017年   | 5    |

## 圖像

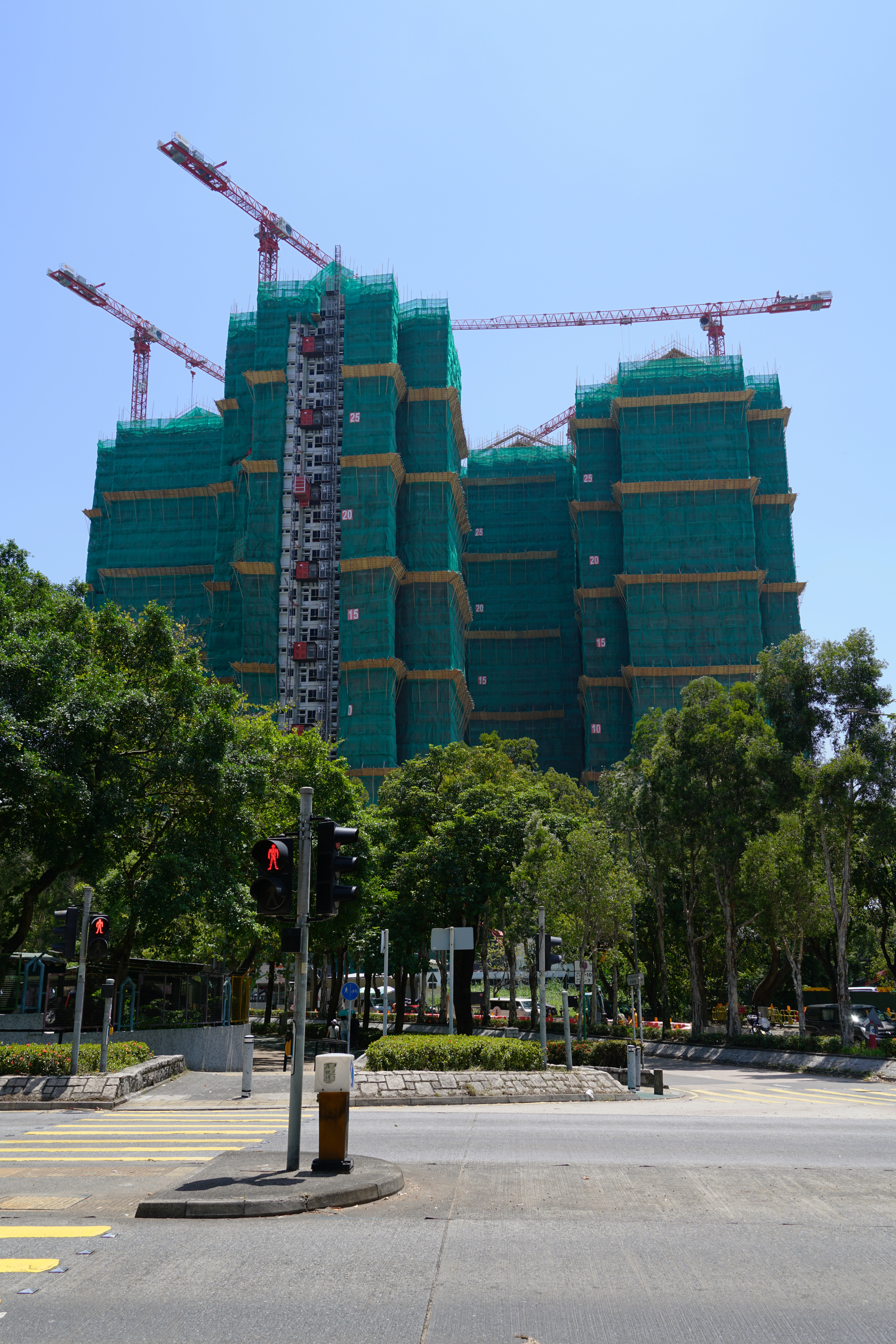
重建中，2020年4月
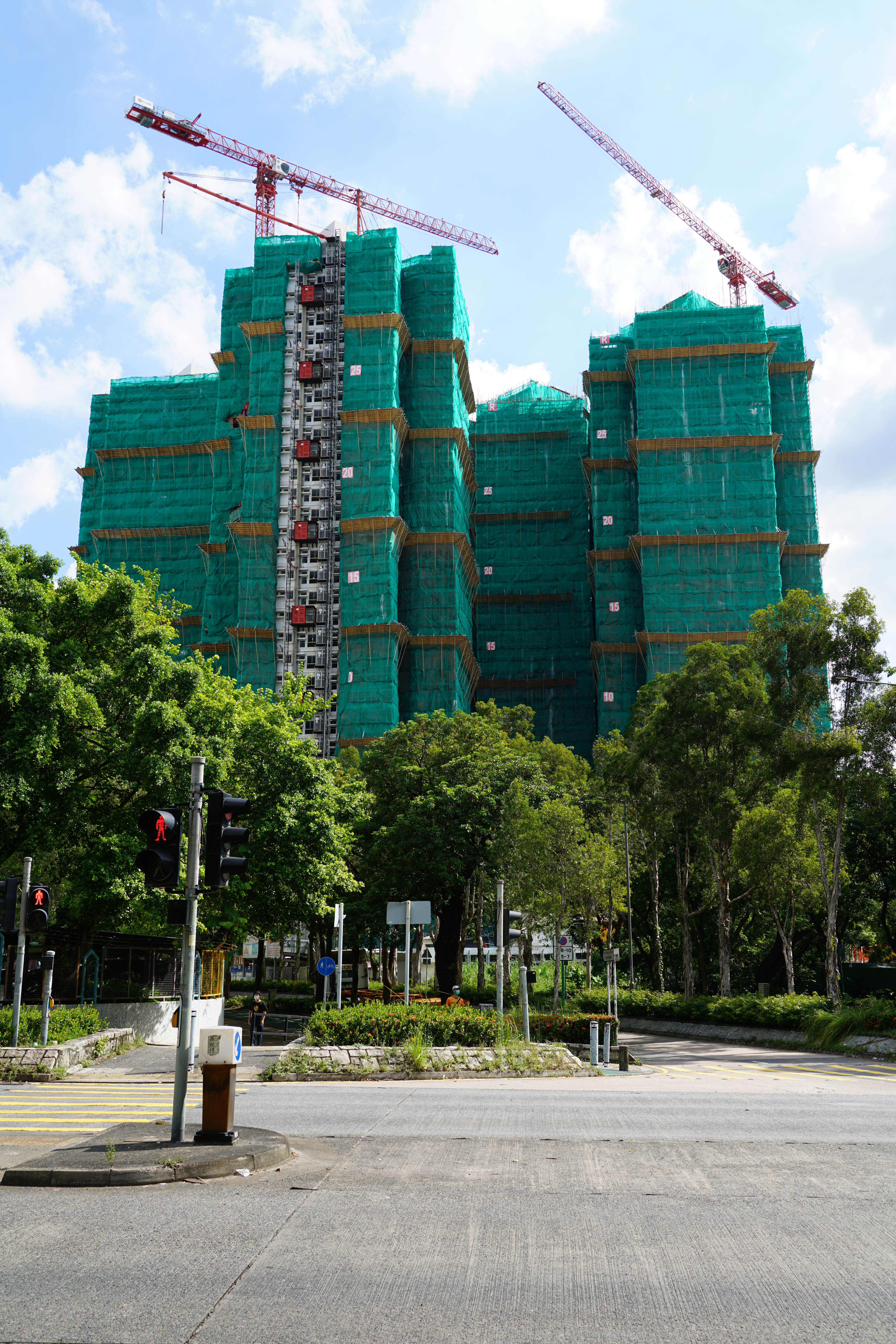
重建中，2020年8月9日
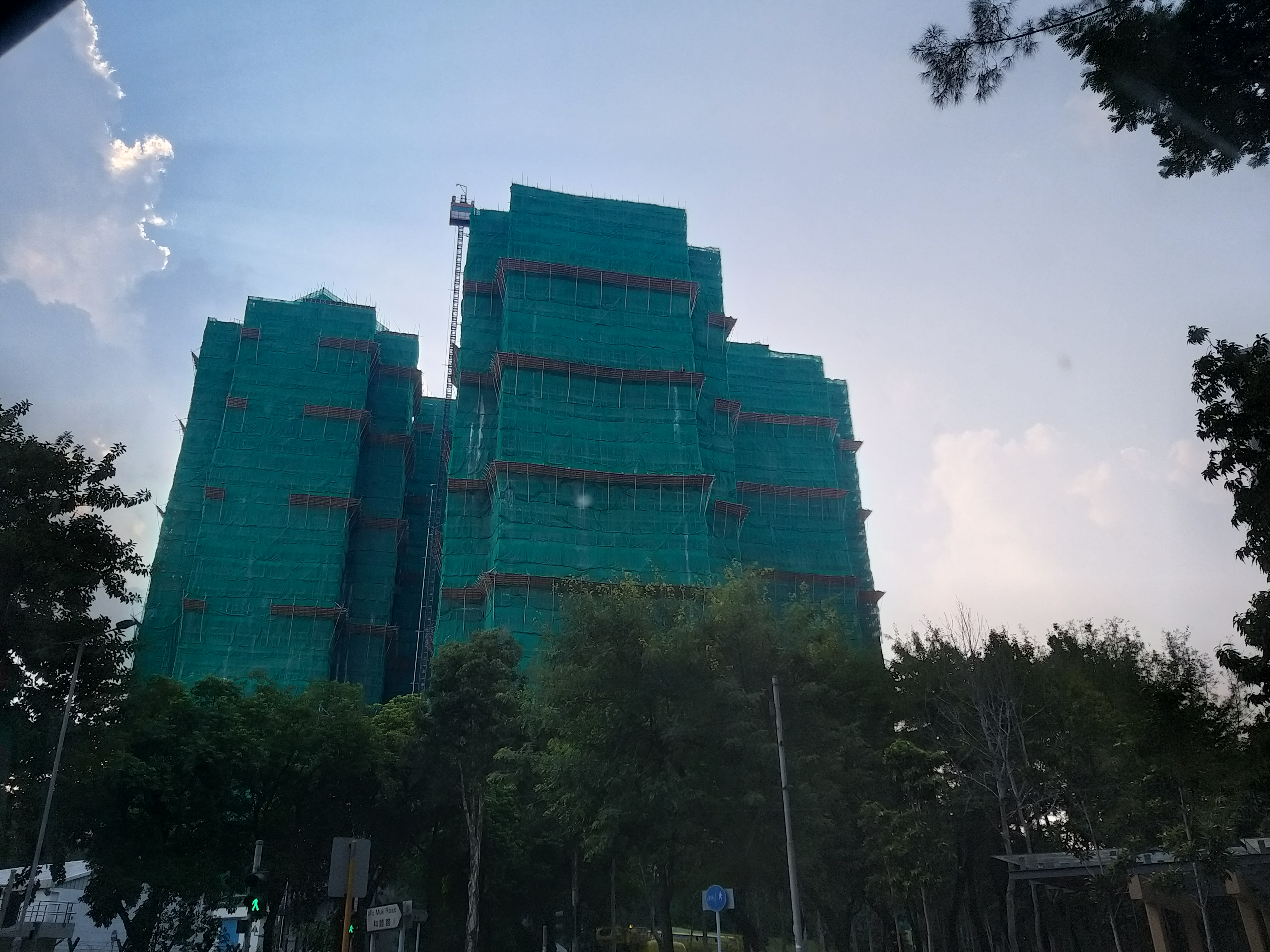
2020年8月29日，重建中的芬園已婚初級警務人員宿舍已拆除天秤
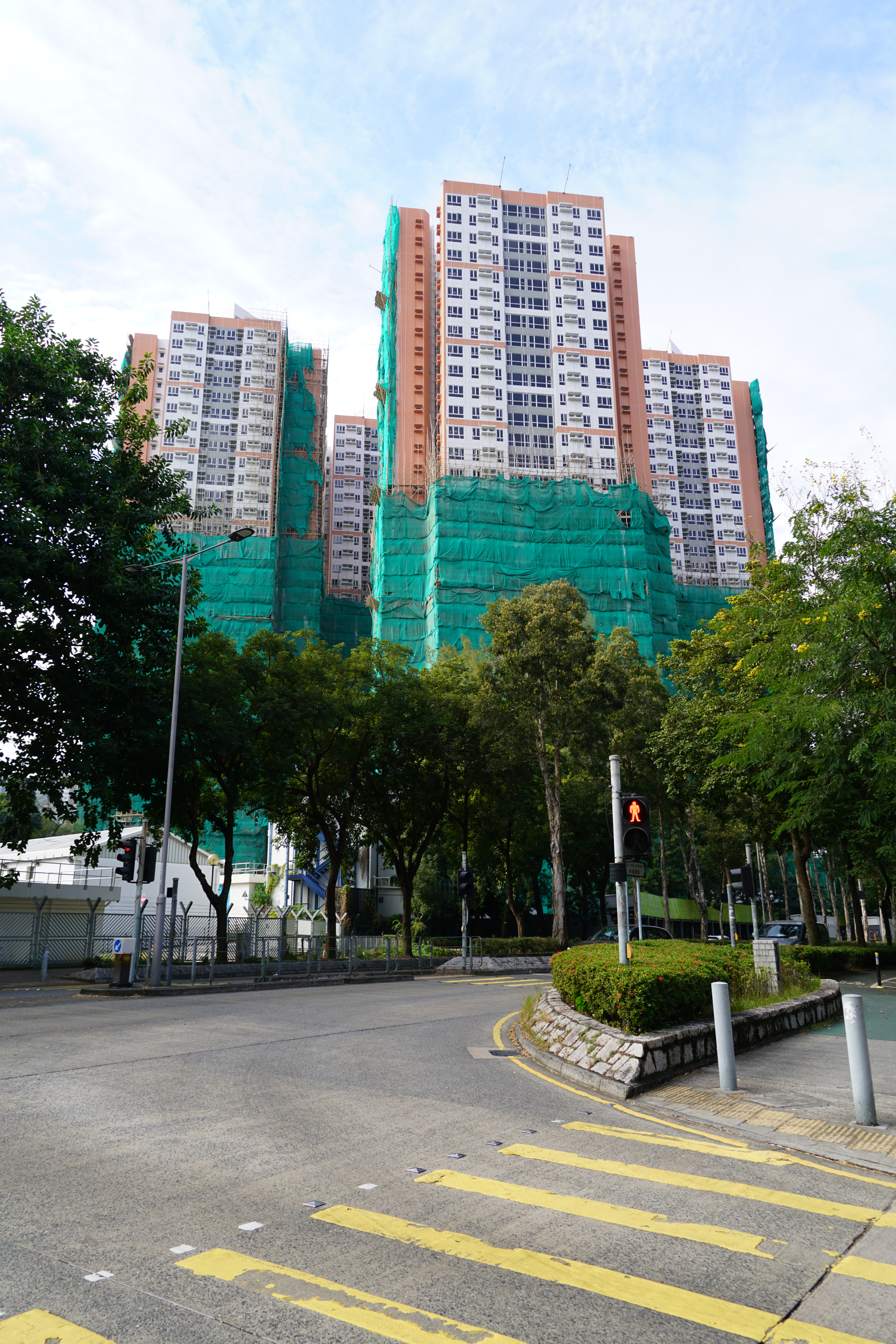
正在拆除棚架，2020年11月

## 鄰近地方
- 警察駕駛訓練學校
- 聯和墟
- 榮福中心
- 榮輝中心
- 海聯廣場
- 瓏山1號
- 粉嶺花園

## 資料來源
1. 1 2  瑞安建業-新界粉嶺芬園
2. ↑  .   [2020-08-31]. （原始内容存档于2019-10-31）.
3. ↑  北區區議會-粉嶺芬園初級警務人員已婚宿舍工程
4. ↑  . 東方日報. 2017-03-16  [2020-08-31]. （原始内容存档于2018-02-08）.
5. ↑  《警聲》第1163期-粉嶺芬園已婚初級警務人員宿舍重建計劃
6. 1 2   (PDF).   [2020-08-31]. （原始内容存档 (PDF)于2019-10-31）.
7. ↑   (PDF).   [2020-08-31]. （原始内容存档 (PDF)于2019-10-31）.